# Avesta-Posten
Avesta-Posten med undertiteln  Tidning för Södra Dalarne och Norra Vestmanland  började utges i Västerås den 12 oktober 1897 och 20 oktober 1897 med två provnummer. I Västerås stannade tidningen till 22 juni 1898 och sedan residerade den  i Hedemora från  28 juni 1898 till nedläggningen 1951.
Tidningens titel har ändrats flera gånger och var 1933:  Avesta-Posten / Tidning för södra Dalarna (Avesta stad och Krylbo Köping, Grytnäs, Folkärna ,By, Garpenberg) och Norra Västmanland (Norberg, Västanfors,Karbenning, Möklinta, Skinnskatteberg, V Våla, Ramnäs)

## Historik
Utgivningsbevis  på tidningen utfärdades för litteratören Adolf Erland Stenström 12 november 1897 i Västerås och redaktören Axel Fredrik Lidman den 8 juni 1898 i Hedemora. Medarbetare i tidningens början var Viktor Thorborg. Tidningen gavs ut 2 gånger i veckan tisdagar och fredagar 1897-1902, och sedan tre dagar i veckan tisdagar, torsdagar och lördagar till tidningens upphörande. Periodisk bilaga Avesta-Postens lördagsbilaga 1922-1923. Tidningens utgivningsperiod blev 4 januari 1898-- 30 oktober 1951. 1951 slogs tidningen ihop med Avesta Tidning.

## Tryckning
Tidningen trycktes i Västerås hos Vestmanlands Allehandas Aktiebolag 1897- 1898 22/6  Hedemora hos A. Lidman fr. 1898 28/6. Ant. Med illustrationer. Tidningen trycktes i svart hela utgivningsperioden. Förlagsnamn var 1900-1951 Dalarnes tidnings- och boktryckeriaktiebolag, Borlänge. SA 1901 bolagsordning antagen, registrerat PRV 1901-02-04. Sidantalet var   4  till 12 sidor, flest mot slutet av utgivningen.Tryckeri  för tidningen var1897-1898 Vestmanlands allehandas boktr. -aktiebolag Västerås. Sedan åren 1898-1916 Axel Lidmans boktryckeri  i  Hedemora. Slutligen 1916-1951 Dalarnes tidnings- och boktryckeriaktiebolagi Hedemora. Typsnittet var Antikva. Upplaga var 1900 1700 ex, maximum 1928-1932 då tidningen låp på ca 4000 ex som höll i sig in i andra världskriget sen snabbt ninskande till ca 2000 ex 1950.

## Redaktion
Förutom allra första tiden var redaktionen belägen i Hedemora. Tidningen startades som moderat, liberal men blev snart opolitisk.Priset för tidningen steg från 50 öre 1897 till 2,50 kr 1898 och nådde 17 kr 1951.
| Period                 | Ansvarig utgivare                          | Titel           | Period                 | Redaktör       | Kommentar                                   |
| 1897-11-22--1898-06-19 | Stenström, Adolf Erland                    | litteratören    | 1897-12-10--1913-01-02 | Ingen uppgift  |                                             |
| 1898-06-20--1934-05-23 | Lidman, Axel Fredrik avled 25 maj 1934     | redaktören      | 1913-01-04--1934-05-26 | Lidman, Axel   | redaktör från T:s start; chefred. från 1916 |
| 1934-05-24--1934-08-17 | Lidman, Jenny Amalia avled 17 augusti 1934 |                 | 1934-05-29--1934-08-23 | Lidman, Jennie |                                             |
| 1934-08-24--1937-10-26 | Hartman, Carl Henrik Eugén                 | häradshövdingen | 1934-05-29--1951-10-30 | Lidman, Carl   | T: "redaktion", chefred. från 1943-10-02    |
| 1937-10-27--1951-10-30 | Lidman, Carl Fredrik Jacob                 | redaktören      |                        |                |                                             |